# Poospiza alticola
Poospiza alticola е вид птица от семейство Тангарови (Thraupidae). Видът е застрашен от изчезване.

## Разпространение
Видът е разпространен в Перу.